# Villa Hupfeld

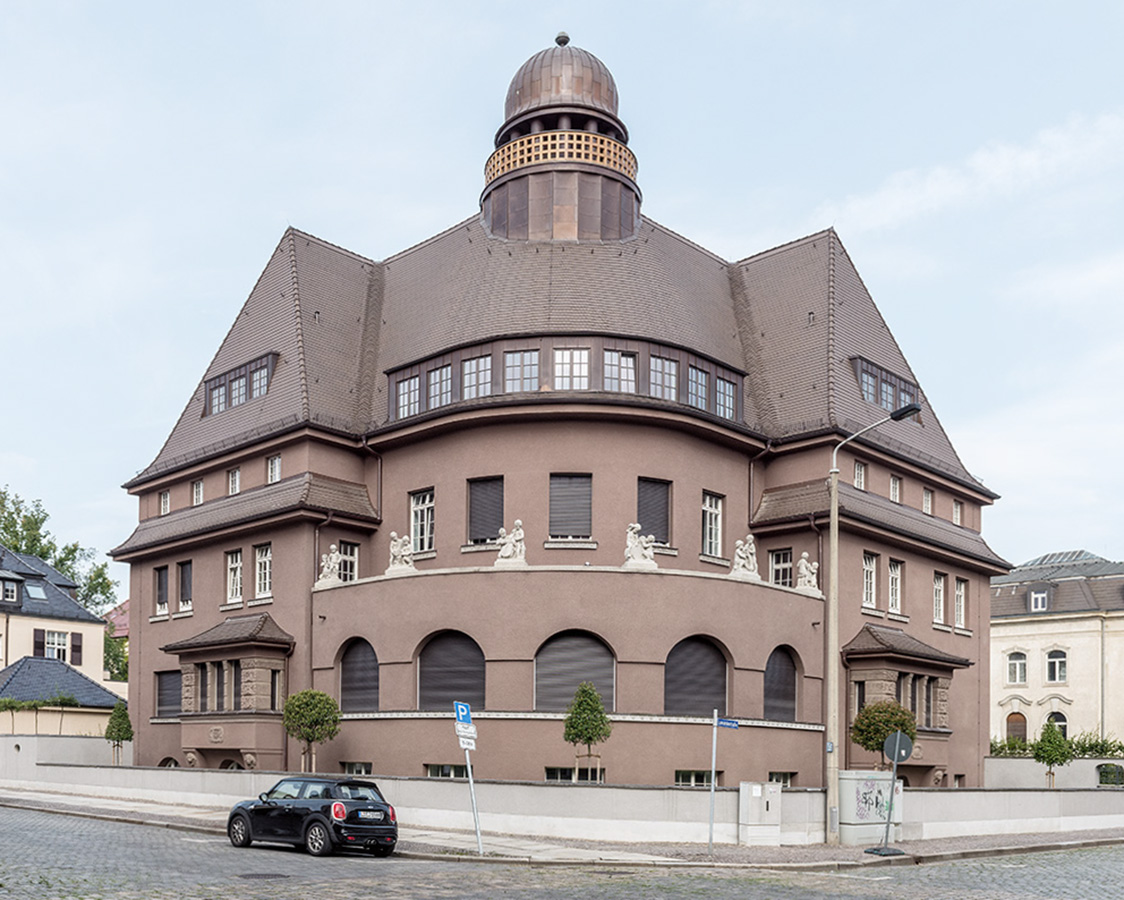
Villa Hupfeld (2016)

Die Villa Hupfeld ist ein ehemaliges großbürgerliches Wohnhaus in Leipzig, Ortsteil Zentrum-Nord, Lumumbastraße 11/13. Die 1910–1911 erbaute Villa gilt als eines der wichtigen Architekturdenkmale Leipzigs und steht unter Denkmalschutz. Stilistisch ist das Gebäude der zeittypischen Reformarchitektur zuzuordnen.

## Geschichte
Das Haus in dem westlich an den Nordplatz anschließenden Villenviertel, auf dem Eckgrundstück Lumumbastraße (ursprünglich Döllnitzer Straße) / Karl-Rothe-Straße (ursprünglich Prendelstraße), ließ der Unternehmer Ludwig Hupfeld (1864–1949) – Gründer und Leiter der Ludwig Hupfeld AG für mechanische Musikautomaten – als repräsentativen Wohnsitz durch den Leipziger Architekten Emil Franz Hänsel (1870–1943) errichten. Die Innenausstattung übernahm der ebenfalls in Leipzig ansässige Architekt Paul Würzler-Klopsch (1872–1937).
Die Villa mit kleiner Parkanlage, Teich und Tennisplatz diente zum einen als Wohnsitz, zum anderen fanden im repräsentativen, ovalen, von einem Umgang umgebenen Musiksalon im Erdgeschoss als Herzstück des Hauses Präsentationen und Vorstellungen für Kunden statt. Herrenzimmer, Speisesaal, Raucherzimmer und Jagdzimmer waren wie der Musiksalon mit aufwändigen Vertäfelungen und Malereien ausgestattet.

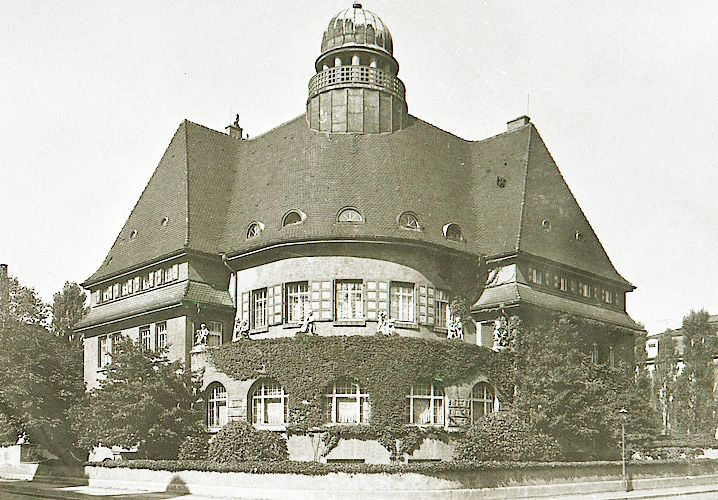
Villa Hupfeld vor 1945
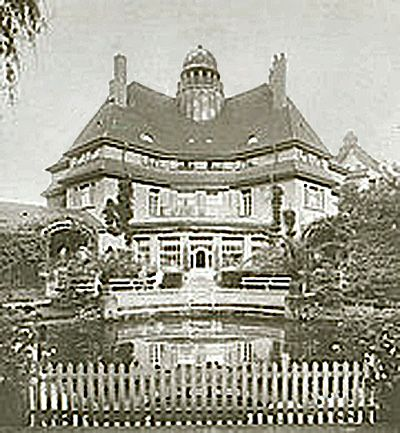
Gartenseite
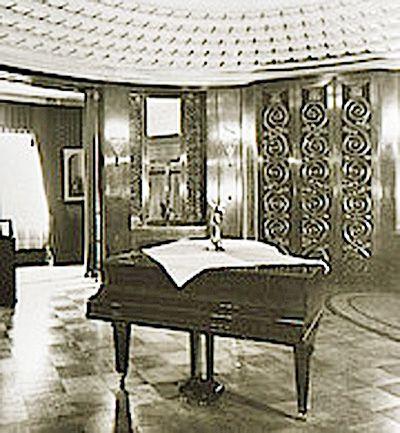
Inneres des Musiksalons

Wegen der Herstellung von Militärbedarf wurde die Ludwig Hupfeld AG nach dem Zweiten Weltkrieg enteignet. Die Villa wurde nun von verschiedenen staatlichen Stellen genutzt. Ab 1952 beherbergte sie als Internat „Unbezwingbares Athen“ Kinder von griechischen Bürgerkriegshäftlingen, die die DDR aufgenommen hatte, sogenannte Markos-Kinder. Sie war zudem Schulungsgebäude des FDGB. Zeitweise waren auch Berufsschüler dort untergebracht, so Mitte der 1980er-Jahre Klassen der Betriebsberufsschule des Volksbuchhandels der DDR. Von 1992 bis 2006 war sie Sitz des Institut français in Leipzig.
Von 2008 bis 2012 wurde das Haus unter Beachtung der aktuellen Brand- und Schallschutzvorschriften und bei kleinen Veränderungen im Dachbereich denkmalgerecht saniert. Es entstanden drei exklusive Wohn- und zwei Büroeinheiten mit Flächen von 280 m² bis 480 m². Die originale Wandvertäfelung im Erdgeschoss blieb dabei erhalten.

## Architektur
Als Eckhaus ist die Villa in zwei gleich große und weitgehend identisch gestaltete Flügel an den beiden Straßenfronten gegliedert. Durch die als Seitenrisalite leicht hervortretenden Enden der Flügel an der Straßenseite erreichte Hänsel, dass Vorder- und Rückseite des Hauses trotz des winkelförmigen Baukörpers das gleiche Grundschema haben, bei dem ein gerundeter Baukörper zwischen zwei rechtwinklig zueinander stehenden Teilen eingespannt ist. Auf der Straßenseite liegt hinter der gerundeten Fassade im Erdgeschoss der Musiksalon mit großen Bogenfenstern; im Obergeschoss entsteht durch Rücksprung eine umlaufende Terrasse, auf deren Brüstung sechs musizierende Puttenpaare stehen. Die Rundung setzt sich im Dachkörper fort. Auf der Gartenseite bildet ein großflächig durchfensterter Wintergarten eine entsprechende Rundung, die sich hier jedoch auf das Erdgeschoss beschränkt.
Der dreigeschossige Baukörper trägt ein Walmdach, das die gewinkelte Grundform und die Gliederung in vor- und zurücktretende Teile aufnimmt und mittig von einem runden überkuppelten Belvedere bekrönt wird. Die Proportion des Dachkörpers zu den drei Vollgeschossen wird durch die gesimsartig umlaufende kräftige Verdachung in der Brüstungszone des zweiten Obergeschosses geprägt, durch die das Haus zweigeschossig wirkt und das zweite Obergeschoss in der Art eines Mansardgeschosses eher dem Dachkörper zugeordnet ist.
Den Ideen der Reformarchitektur (in Abgrenzung zur Architektur des Historismus) entsprechend, zeigt die Fassade der Villa nur wenig an architektonischen Gliederungen und plastischem Schmuck. Neben den sechs Puttengruppen und dem unter den Rundbogenfenstern durchlaufenden Sohlbankgesims konzentriert sich der dekorative Aufwand auf die symmetrisch zueinander angeordneten Erker im Erdgeschoss der beiden Seitenrisalite. Viel stärker wirkt die Architektur durch die plastische Gliederung der Baumasse, bei der auch das quasi in das Dach einbezogene zweite Obergeschoss eine wichtige Rolle spielt.